# Комсомольский (Свердловский городской совет)
Комсомольский (укр. Комсомольський) / Дубовое (укр. Дубове) — посёлок, относится к Свердловскому (Должанскому) городскому совету Луганской области Украины.

## Географическое положение
Посёлок расположен на реке под названием Должик, в 6 км к северу от Свердловска (который расположен выше по течению Должика), ближайшая железнодорожная станция Должанская в 11 км к югу. Также с посёлком соседствуют: сёла Бобриковка на востоке, Верхнедеревечка и Нижнедеревечка на северо-востоке, Прохладное и Батыр на севере, Курячье (ниже по течению Должика) на северо-западе, посёлок Володарск на западе.

## История
Статус посёлка городского типа с 1953 года.
В январе 1989 года численность населения составляла 4199 человек.
По переписи 2001 года население составляло 3488 человек.
На 1 января 2013 года численность населения составляла 3089 человек.
С весны 2014 года — в составе Луганской Народной Республики.
12 мая 2016 года Верховная Рада Украины переименовала посёлок в Дубовое в рамках кампании по декоммунизации на Украине. Переименование не было признано властями самопровозглашенной ЛНР.

## Экономика
Посёлок расположен на залежах углей, в том числе антрацита.
Основные предприятия — угольная шахта «Центросоюз» и одноимённая обогатительная фабрика

## Религия, культура
- Православный храм Сергия Радонежского
- Клуб

## Местный совет
94824, Луганская обл., Свердловский городской совет, пгт. Комсомольский, ул. Кирова, 40а